# お祭り銀次捕物帳
『お祭り銀次捕物帳』（おまつりぎんじとりものちょう）は、1972年5月6日から同年8月26日までフジテレビ系列の土曜20:00 - 20:56（JST）に放送された時代劇である。全17回。江戸の町人文化最盛期の文化・文政期を舞台に繰り広げる、正義感あふれる時代劇。親から勘当された岡っ引きの息子・銀次が太鼓の撥を武器に、仲間たちと協力しながらあらゆる事件を解決する。基本的には主人公・銀次を中心とした群像劇という作りで、銀次親子以外の主要キャストが必ずしも毎回全員出演するわけではない（但し、登場人物によっては劇中に名前だけが登場することもある）。

## 出演者
- 銀次：あおい輝彦
岡っ引き・棒の銀平とお信の息子。通称「とんび」。権力を笠に着る役人や岡っ引きが嫌いで、岡っ引きの仕事に誇りを持っている銀平とはことあるごとに衝突。とうとう大ゲンカをして勘当されるが、密かに銀平のことを心配している。太鼓を叩くのが好きで、常に太鼓の撥を持ち歩いている。悪人との立ち回りの際にも太鼓の撥で臨む。
- 棒の銀平：進藤英太郎
銀次の父親で岡っ引き。大岡越前から十手を拝領されて約50年の大ベテラン。いつも血圧のことを心配されている。女房のお信に頭が上がらない。銀次とは最初のうちこそ反目し合う。
- 安五郎：田辺靖雄（第7話、第8話、第16話を除く）
銭湯の三助。通称「みみずく」。夜でも目が見えることからそう呼ばれている。三助の仕事に嫌気がさし、三歳の時から面倒を見てくれた育ての親の元を飛び出して銀次たちの元へ。実の両親とは幼いころに死別している。
- 藤四郎：渡辺篤史（第1-第9話、第12話、第13話）
浪人の家の生まれで通称「絵描き」。その名の通り絵が得意で絵師を志している。真っ当な武士の道を歩んでほしい母親の願いを振り切り家を出て銀次たちの元へ。
- おみつ：中山麻里（第1-9話、第12-17話）
呉服問屋の跡取り娘。通称「くじゃく」。大店の一人娘にして器量良しで、どんな玉の輿にも乗れるほどの身分だが、貧乏旗本の息子・小次郎を慕っているのを両親が気に入らず反抗して家出し、銀次たちの元へ集まる。柔術が得意で、大の男を投げ飛ばす技を持つ。着流し姿で男勝りの性格からか安五郎からは「おとこ女」と呼ばれる。
- おきみ：丘みつ子（第1-第3話、第6話、第10話、第11話、第14話、第17話）
火消し「は組」の女頭。銀次たちと共に事件解決に協力する。踏み込む際はいつも鉢巻きに「は組」の法被を着た火消しスタイル。
- 小次郎：内田喜郎（第1-6話、第9-11話、第13-第17話）
旗本の子息。通称「蘭学」。両親からおみつとの交際を気に入られず、家を飛び出して銀次たちと行動を共にする。医学を学んでおり、その豊富な知識で銀次たちを助ける。
- おふう：川口晶（第1-第5話、第7話、第8話、第12話、第17話）
銀次たちが集う銭湯「八丁風呂」の女主人。三助としての腕がいい安五郎を雇い入れた。おみつ同様男勝りの性格で、やくざ相手に啖呵をきることもある。
- お信：若山セツ子
棒の銀平の女房で銀次の母親。いつも銀次たちを心配し、何かと差し入れをしたりと世話を焼く。
- おちか：田島令子（第1-第3話）
オランダかるたの占い師。銀次たちからは「当たらない」とよくからかわれるが、事件解決に協力することもある。
- おたえ：中田喜子（第1-第3話、第6話、第7話、第10話、第13話、第15話）
飴売り娘。いつも「恋しい母さん糸ぐるま　飴売り娘のかざぐるま」と歌いながら飴を売り歩いている。なお、中田は本作がデビュー作である。
- 染松：榊浩子（第1話、第6話、第9話、第11話、第12話）
長兵衛のなじみの芸者。
- 坂本弦之進：武藤英司（第1話、第5話、第6話、第10-第13話、第16話、第17話）
兵庫配下の南町奉行所同心。
- 新之助（そよ風小僧）：ピーター（第3、第4話）
普段は小間物の行商人だが、義賊そよ風小僧がその正体。
- すずめ：萩原健一（第1、第2話）
長兵衛配下の若者。長身で痩身だが腕っ節が強い。銀次からは「もじゃもじゃ頭」と呼ばれる。
- 田村兵庫：山口崇（第1-8話、第13話、第17話）
南町奉行所・筆頭与力。銀平とは父親の代からの主従関係。正義感が強く切れ者だが、釣り好きで暇さえあれば昼間から釣り糸を垂れている昼行灯。銀次たちに事件解明の指令を下し、時に陰から協力する。
- 一本長兵衛：露口茂（第1-4話、第6話、第9-12話、第14-第16話）
すずめたちを率いる謎の男で銀次たちの良き相談相手。事件解決の糸口を伝えることも。裏の世界では、その名を聞いたら誰もが震え上がるほどの顔役。普段は長髪のかつらを被って、杖を突いている。

## サブタイトル
| 話数 | サブタイトル           | 放送日        | 脚本              | 監督     | ゲスト |
| ---- | ---------------------- | ------------- | ----------------- | -------- | --- |
| 1    | 出発の歌               | 1972年 5月6日 | 佐々木守          | 山崎大助 | おとせ：小柳ルミ子、伊勢屋：小松方正、伝六：内田朝雄、清二：川口恒、江波多寛児、利助：小野進也、伊之吉：林彰太郎、浪人：浜伸二、東竜子、岡田千代、河東けい、小林泉、日高久、疋田泰盛、土橋勇 福本清二、大矢正利、奈辺悟                                                        |
| 2    | 裏切られた女           | 5月13日       | 佐々木守          | 山崎大助 | お志津：范文雀、北原佐八郎：吉田輝雄、留五郎：高橋長英、良三：東野孝彦、住吉正博、おつや：磯村みどり、豆六：早川研吉、辰三：高並功、七五郎：前川良三 |
| 3    | 飛び込んだ殺人者       | 5月20日       | 茶木克彰          | 松村昌治 | 太吉：倉石功、新之助：ピーター、玄海：藤岡重慶、矢部新八：中田博久、倉沼内膳：外山高士、内藤織部正：幸田宗丸、浪人：千葉敏郎、勘助：北真知史朗、田中弘史、蓑和田良太、村井京之輔、小田真士、岡本健、畑中伶一、司裕介、渡辺憲悟                                                 |
| 4    | 小判の行方を追え       | 5月27日       | 安西英夫          | 松村昌治 | おそで：田坂都、佐藤由勘解由：安井昌二、新之助：ピーター、権田：宮口二郎、たぬき堂：梅津栄、秀：白木秀雄、境：五味竜太郎、向坂：中村孝雄、浩助：浜畑賢次、浪花五郎、山下義明 美柳陽子、林三恵、三上ひろ子                                                                      |
| 5    | 幽霊かたき討ち         | 6月3日        | 池上金男 安西英夫 | 山崎大助 | 朝霧太夫/おみの：上村香子、三村銑十郎：田口計、おむね：テレサ野田、お幸：若松和子、幣間：大泉滉、卯之助：渚健二、吉田屋：池田忠夫、鎗田順吉、小峰一男、世羅豊、和田昌也、峰蘭太郎、小坂和之、宇崎尚韶、山本一郎、富永佳代子、橋本房江、丸平峰子 原田逸夫、米沢教己、遠山金次郎 |
| 6    | 美女がつぎつぎ殺される | 6月10日       | 松山威 茶木克彰   | 山崎大助 | おゆみ：菊容子、おさよ：松木路子、丑吉：小野寺昭、岩間誠之進：戸浦六宏、五郎次：根岸一正、女屋実和子、山田みどり、五十嵐義弘、森源太郎、松田利夫、村田玉郎、山下義明、坂東京三郎、浜田雄史、入江慎也                                                                           |
| 7    | 怪談 殺された幽霊      | 6月17日       | 山本英明          | 松村昌治 | 清悦：金田龍之介、彦の市：池田秀一、おさと：光川環世、杉森検校：安部徹、仙吉：岡部正純、定八：山岡徹也、藤兵衛：月形哲之介、内藤丹後守：北原将光、田畑実行、那須伸太朗、那智映美、上村亜希                                                                                     |
| 8    | 幽霊大泥棒             | 6月24日       | 宮川一郎 安西英夫 | 松村昌治 | おきぬ：桜町弘子、仙太郎：天田俊明、茂兵衛：河野秋武、およし：鷲尾真知子、文六：森山周一郎、吉蔵：勝部演之、要助：大木晤郎、おせき：東竜子、藤尾純、山田みどり、山田良樹、井上博嗣、坂本高章、坂本香                                                                           |
| 9    | うそつき寅は見た!      | 7月1日        | 宮川一郎 安西英夫 | 山崎大助 | 崎山要之助：長谷川明男、お由：赤座美代子、相州屋：高品格、実：川口英樹、政五郎：佐藤京一、弥助：北見唯一、川浪公次郎、毛利清二、岩尾正隆、加藤匡志 |
| 10   | 人情牢破り             | 7月8日        | 安西英夫 茶木克彰 | 山崎大助 | 堀田源左エ門：河津清三郎、堀田主馬：和崎俊哉、おゆき：松木聖、あたき：進千賀子、弥吉：下条正巳、金太：保科三良、京太：加賀爪芳和、仁造：有川正治、喜助：不破潤、柳川清、小柳圭子、岡嶋艶子、星野美恵子、稲村理恵、藤本秀夫、池田謙治、奈辺悟、大城泰、松田利夫                 |
| 11   | 脱獄 親子の十手        | 7月15日       | 田上雄            | 山崎大助 | 上田新八郎：南原宏治、九鬼：郷鍈治、お千加：金井由美、お竜：瞳麗子、波多野博、宮城幸生、八尋洋、高谷舜二、橋本房枝、矢野幸男、木谷邦臣 |
| 12   | 罠にかかった安五郎     | 7月22日       | 葉村彰子          | 松村昌治 | 安房屋：名古屋章、安水呂九郎：近藤洋介、与三郎：中田浩二、お染：京春上、ピン助：小瀬朗、松吉：中井啓輔、土橋勇、藤沢徹夫、松本泰郎、司京子、山下義明 |
| 13   | 御用太鼓が闇を裂く     | 7月29日       | 池田一朗          | 松村昌治 | 坂出主悦：中野誠也、菊池：神田隆、井筒屋：植村謙二郎、浮月：清水元、塚本：波田久夫、志摩靖彦、塚田正昭、山田良樹、那須伸太朗、有島淳平、菅原俊夫、寺内文夫、加藤匡志、泉好太郎、藤原勝、宮城幸生、大城泰、林三恵、川奈良子、美川玲子                                           |
| 14   | 反乱の城下町           | 8月5日        | 山本英明          | 山崎大助 | 石原保之助：睦五郎、美乃：珠めぐみ、政吉：谷村昌彦、佐藤左内：小林勝彦、吉田帯刀：北原義郎、福田主膳：五味竜太郎、石見屋：西山辰夫、島田屋：永野達雄、市川男女之助、熊谷武、野村鬼笑、坂東京三郎、白川浩二郎、森源太郎、畑中伶一、平河正雄                                     |
| 15   | 鬼勘の黒い罠           | 8月12日       | 宮川一郎 安西英夫 | 山崎大助 | 鬼助：名和宏、伊助：清水綋治、おのぶ：伊藤栄子、栄吉：島田順司、たぬきの主：美川陽一郎、高桐真、藤兵衛：中村錦司、清吉：大竹修造、出水憲司、木曽屋：玉生司郎、志茂山高也、福本清二                                                                                             |
| 16   | 殺し屋が来た           | 8月19日       | 池田一朗          | 松村昌治 | 唐津屋：花沢徳衛、おとよ：藤田弓子、政：田中浩、三次：佐藤蛾次郎、北村晃一、伝六：有馬昌彦、大松：有川正治、金太：道井和仁、亀吉：丘路千、壬生新太郎、藤長照夫、川谷拓三、加藤匡志、小坂和之、後藤重隆                                                                         |
| 17   | もどって来た十手       | 8月26日       | 宮川一郎 安西英夫 | 松村昌治 | 堺屋：多々良純、芳三：中尾彬、おその：梶三和子、宇吉：潮万太郎、源太：穂積隆信、徳田実、前川良三、おせん：星野美恵子、有島淳平、稲村理恵、椿竜之介、笹木俊志、有島淳平 |

## スタッフ
- 企画：白川文造、泊懋、田邉孫太郎
- 音楽：渡辺岳夫
- ナレーター：芥川隆行
- 制作：フジテレビ、東映

## 主題歌
- 「青春を打ち鳴らせ」作詞：中村つとむ、作曲：渡辺岳夫、唄：ハニー・ナイツ
  - エンディングはタイトル不詳だが、同じくハニー・ナイツが歌っているものと思われる。歌詞の最後に「また来週も見逃せない」とあり、最終回でもそのまま歌われた。

## ネット配信
- 2023年6月1日より、YouTubeの「東映時代劇YouTube」の「据置枠」から、第1・2話が常時無料配信されている。